# 合肥市第九中学
合肥市第九中学，简称合肥九中，前身是清代知府张纯修于康熙四十四年（1705年）所创横渠书院。2003年定为安徽省示范高中 。2021年起逐步搬迁至瑶海区大众路与淮海大道东南侧的新校区。

## 历史
清代康熙四十四年（1705年），时任庐州知府张纯修于合肥小东门处创办横渠书院，即是合肥九中之前身。随后不久，学者将其更名为庐阳书院。光绪二十八年（1902年）书院改为新式学堂庐州中学堂。民国三年（1914年），庐州中学更名安徽省立第三中学，旋改为安徽省立第二中学。民国十七年（1928年），安徽省立二中与安徽省立第六师范学校合并为安徽省立第六中学。民国二十三年（1934年），师范学校统一由中学中划出，省立六中遂改名安徽省立庐州中学。抗日战争爆发后，师生全体迁往湘西，改为国立第八中学。民国三十四年（1945年）抗战胜利后，安徽省会迁至合肥县，省立六中亦从外地迁回复建，改名为安徽省立合肥中学。合肥解放后成为皖北行政公署驻地，省立合肥中学更为皖北高级中学。1956年，正式称为合肥市第九中学。2003年被评为安徽省示范高中。

## 知名校友
- 杨振宁
- 杨武之
- 戴念慈
- 何国伟
- 刘盛纲
- 王诗槐
- 张军[6]